# Langballig
Langballig (duń. Langballe) – miejscowość i gmina w Niemczech w kraju związkowym Szlezwik-Holsztyn, w powiecie Schleswig-Flensburg, siedziba  Związku Gmin Langballig.